# Madonna col Bambino (Donatello Citerna)
La Madonna col Bambino è una statua realizzata da Donatello risalente al periodo fra 1415 e il 1420.

## Descrizione
Si trova nella Chiesa di San Francesco a Citerna; è una statua a tutto tondo in terracotta alta 110 cm dipinta a freddo di Donatello che rappresenta la Madonna in posizione eretta mentre tiene in braccio Gesù bambino.